# کاترینا ورونتسوا
کاترینا ولادیمیروا ورونتسوا ( روسی: Катерина Владимировна Тихонова؛ IPA: [kətʲɪˈrʲinə ˈtʲixənəvə]، متولد ۳۱ اوت ۱۹۸۶)  دانشمند، مدیر و رقصنده سابق آکروباتیک روسی است. او دومین دختر ولادیمیر پوتین رئیس جمهور روسیه است.   
ورونتسوا ریاست شرکتی را بر عهده دارد که دو ابتکار دانشگاه دولتی مسکو را متحد می کند: بنیاد ملی توسعه فکری (NIDF) و مرکز ملی ذخیره فکری (NIRC).  او همچنین معاون مؤسسه تحقیقات ریاضی سیستم های پیچیده در دانشگاه دولتی مسکو است. 

## تحریم
در ۶ آوریل ۲۰۲۲، به دلیل تهاجم روسیه به اوکراین ، ورونتسوا به دلیل اینکه فرزند بالغ ولادیمیر پوتین بود، توسط ایالات متحده تحریم شد.   وزارت خزانه داری ایالات متحده اظهار داشت: "ورونتسوا یک مدیر فنی است که کارش از [دولت فدراسیون روسیه] و صنایع دفاعی حمایت می کند."  در ۸ آوریل، بریتانیا و اتحادیه اروپا نیز تحریم هایی را علیه ورونتسوا اعمال کردند.   در ۱۲ آوریل، ژاپن تحریم هایی را علیه او اعمال کرد. 